# 廣節裂頭絛蟲
廣節裂頭絛蟲（學名：Diphyllobothrium latum；英語：Fish tapeworm），也稱魚肉絛蟲，為裂頭絛蟲屬底下的一個種類，常見於特定幾種的淡水魚體內，亦曾於幾種具有洄游習性的鮭魚體內發現。能夠透過食用生魚亦或是未煮熟的魚進入人體造成感染，俗稱「裂頭絛蟲病」。

## 型態
體長約4-10米，頭節約1×2.5毫米，共有約3000~5000個節片。

## 中間宿主

### 淡水魚類
- Acerina cernua：俗稱梅花鱸，分布於淡水、半鹹水流域。
- Lota lota：江鱈，為冷水性淡水魚
- Esox lucius：白斑狗魚，棲息在泠水湖泊、河川
- Perca fluviatilis：河鱸，俗名五道黑，分布於歐洲、西伯利亞的淡水流域。
- Anguilla anguilla：歐洲鰻鱺，降河迴游產卵魚類，原產於大西洋，包括地中海、波羅的海、北非摩洛哥、斯堪地那維亞半島等海域。

### 洄游魚類
- Oncorhynchus masou：櫻鱒，主要分布地區有堪察加半島、千島群島、庫頁島、朝鮮和日本。[2]
- Oncorhynchus masou：粉紅鮭，分布於太平洋北部及其沿岸河流。[2]
- Oncorhynchus keta：鉤吻鮭，分布於北太平洋，從韓國、日本、西伯利亞東岸到白令海、中國黑龍江、圖們江、綏芬河等水系。[2]
- Oncorhynchus nerka：紅鮭，是一種生活在太平洋水域的鮭魚。[2]